# 万纳

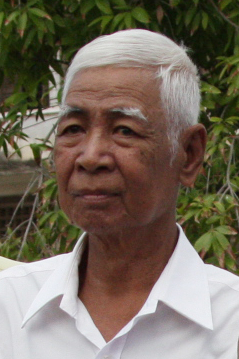
万纳

万纳（1946年—2011年9月5日），又译凡纳、万恩·纳特，柬埔寨画家、艺术家、作家、人权活动家。
出生在柬埔寨西北部马德望省的一个村庄里。他的具体出生日期不详，但当时柬埔寨农村人没有出生证明是很正常的事。他在年幼的时候进入一个名叫Wat Sopee的寺院学习，从此便开始迷上了画画。他的父母离异，他不得不同两个兄弟和一个姐姐生活，以卖面条为生。14岁到15岁期间，他进入一家工厂工作。在17岁至21岁期间，他是一名僧侣，直到姐姐死后，他不得不还俗来支撑家庭的生计。1965年，他进入一家绘画学校学习。
1978年1月7日，万纳在自家稻田里耕作时被红色高棉逮捕，带到了一个名为“Wat Kandal”的寺院。他们告诉他，有人告发他违反“安卡”的道德规则。他不知道这是什么意思。一周以后被转移到金边的S-21集中营。在这里，审讯和处决是家常便饭。直到越南在1979年入侵之后，万纳才获得自由。他也是S-21的七名幸存者之一。
万纳是柬埔寨著名的画家，所以康克由没有杀他，让他给波尔布特画肖像、做雕像。与柬共倒台后，他将自己在S-21见到过的酷刑用画笔画了下来作为红色高棉的罪证。1988年，他以自己的经历出版了自传A Cambodian Prison Portrait: One Year in the Khmer Rouge's S-21 Prison。2003年，他和另一名受害者春迈的故事出现在潘礼德的纪录片S-21：红色高棉杀人机器中，讲述在S-21中发生的故事。2011年病逝于金边。